# Творчий центр Каунтерпарт
Тво́рчий це́нтр Ка́унтерпарт — українська неурядова організація, є офіційним філіалом американського фонду англ. Counterpart International, Inc. в Україні.
Дата заснування: 1996.
Регіони діяльності: Полтава, Одеса, Суми, Херсон, Чернігів, Харків, Черкаси, Тернопіль, Вінниця, Львів, Миколаїв, Донецьк, Запоріжжя, Дніпропетровськ, Луганськ, Крим, Волинь, Рівне, Житомир, Закарпаття, Івано-Франківськ, Хмельницький, Кіровоград, Чернівці, вся Україна.
Сфера діяльності: Ресурси, Виконавча влада, Громадянське суспільство та НДО, Гранти, Круглі столи, Суспільство, Консультації, Регіональна політика, Законодавча влада, Тренінги, Конференції, Семінари.
За більш ніж 20 років діяльності ТЦК, у партнерстві з міжнародними та ніціональними громадськими організаціями, зробив вирішальний внресок у розвиток громадянського суспільства України. Проведено сотні навчань, десятки грантових програм, виконано ряд масштабних міжнародних проектів.
Одним із напрямків діяльності ТЦК є розвиток надання соціальних послуг на базі громадських організацій.
Для оцінки результативності діяльності організацій громадянського суспільства ТЦК провів дослідження та моніторинг діяльності громадського сектора України, видає довідники громадських організацій України.
Економічна енциклопедія подає головними видами послуг ТЦ Каунтерпарт: надання бази даних про неурядові організації України, проведення тренінгів з розробки бізнесових та маркетингових планів, складання фінансових звітів та прогнозування грошових потоків, організаційний розвиток підприємств та його вдосконалення тощо. 
Згідно з дослідженням Творчого центру Каунтерпарт, станом на 2014 р. громадськість все більше дізнавалась про НУО, бажала надавати їм підтримку і брати участь у їх діяльності. Так, 58 % населення були поінформовані про діяльність НУО, даний показник має стабільну динаміку зростання по роках. Близько 76 % респондентів дослідження вказало на необхідність існування НУО і важливість їх діяльності, даний показник виріс порівняно з 62 % у 2010 р. Деякі дослідники пов’язують дане поліпшення іміджу із загальним на той час (2010-2014) розчаруванням у владі та головних опозиційних силах. Однак результати опитування Фонду демократичних ініціатив, проведеного у вересні 2011 р., показали, що лише 5 % громадян брало участь у діяльності НУО. Головною причиною низької участі громадян є відчуття людьми своєї малої причетності до здійснення змін .
Президент: Любов Паливода 

Вебсайт: http://www.ccc-tck.org.ua/about/ [Архівовано 30 липня 2018 у Wayback Machine.]